# خیابان بورلی
خیابان بورلی (انگلیسی: Beverley Street) یک جاده کوچک و مسیر دوچرخه سواری اصلی است که در منطقه مرکزی تورنتو، انتاریو واقع شده‌است.